# Copa FGF de 2005
A II Copa FGF foi realizada no ano de 2005 com a participação de 28 clubes. O campeão foi o Esporte Clube Novo Hamburgo que derrotou na final a equipe da Ulbra de Canoas.

## Tabela

### Primeira fase

#### Grupo 1
| Classificação | Classificação | Classificação | Classificação | Classificação | Classificação | Classificação | Classificação | Classificação | Classificação |
| Time | Time          | PG            | J             |               |               |               |               |               |               |
| --- | ------------- | ------------- | ------------- | ------------- | ------------- | ------------- | ------------- | ------------- | ------------- |
| 1 | Novo Hamburgo | 27            | 15            |               |               |               |               |               |               |
| 2 | Ulbra         | 27            | 16            |               |               |               |               |               |               |
| 3 | Grêmio        | 26            | 16            |               |               |               |               |               |               |
| 4 | Internacional | 26            | 16            |               |               |               |               |               |               |
| 5 | Sapiranga     | 22            | 16            |               |               |               |               |               |               |
| 6 | Sapucaiense   | 21            | 16            |               |               |               |               |               |               |
| 7 | RS Futebol    | 17            | 16            |               |               |               |               |               |               |
| 8 | Porto Alegre  | 15            | 16            |               |               |               |               |               |               |
| 9 | Cruzeiro-RS   | 13            | 16            |               |               |               |               |               |               |
| PG – Pontos ganhos; J – Jogos; V - Vitórias; E - Empates; D - Derrotas; GP – Gols pró; GC – Gols contra; SG – Saldo de gols |               |               |               |               |               |               |               |               |               |

|  |                                        |
|  | Classificados para as Quartas-de-Final |

#### Grupo 2
| Classificação | Classificação        | Classificação | Classificação | Classificação | Classificação | Classificação | Classificação | Classificação | Classificação |
| Time | Time                 | PG            | J             |               |               |               |               |               |               |
| --- | -------------------- | ------------- | ------------- | ------------- | ------------- | ------------- | ------------- | ------------- | ------------- |
| 1 | Brasil de Pelotas    | 23            | 10            |               |               |               |               |               |               |
| 2 | Farroupilha          | 22            | 10            |               |               |               |               |               |               |
| 3 | São Paulo-RS         | 17            | 10            |               |               |               |               |               |               |
| 4 | Pelotas              | 13            | 10            |               |               |               |               |               |               |
| 5 | Inter de Santa Maria | 6             | 10            |               |               |               |               |               |               |
| 6 | Riograndense         | 4             | 10            |               |               |               |               |               |               |
| PG – Pontos ganhos; J – Jogos; V - Vitórias; E - Empates; D - Derrotas; GP – Gols pró; GC – Gols contra; SG – Saldo de gols |                      |               |               |               |               |               |               |               |               |

|  |                                        |
|  | Classificados para as Quartas-de-Final |

#### Grupo 3
| Classificação | Classificação | Classificação | Classificação | Classificação | Classificação | Classificação | Classificação | Classificação | Classificação |
| Time | Time          | PG            | J             |               |               |               |               |               |               |
| --- | ------------- | ------------- | ------------- | ------------- | ------------- | ------------- | ------------- | ------------- | ------------- |
| 1 | Lajeadense    | 27            | 12            |               |               |               |               |               |               |
| 2 | Caxias        | 25            | 12            |               |               |               |               |               |               |
| 3 | Juventude     | 25            | 12            |               |               |               |               |               |               |
| 4 | Esportivo     | 18            | 12            |               |               |               |               |               |               |
| 5 | Encantado     | 11            | 11            |               |               |               |               |               |               |
| 6 | Guarani-VA    | 4             | 12            |               |               |               |               |               |               |
| 7 | Estrela       | 4             | 12            |               |               |               |               |               |               |
| PG – Pontos ganhos; J – Jogos; V - Vitórias; E - Empates; D - Derrotas; GP – Gols pró; GC – Gols contra; SG – Saldo de gols |               |               |               |               |               |               |               |               |               |

|  |                                        |
|  | Classificados para as Quartas-de-Final |

#### Grupo 4
| Classificação | Classificação | Classificação | Classificação | Classificação | Classificação | Classificação | Classificação | Classificação | Classificação |
| Time | Time          | PG            | J             |               |               |               |               |               |               |
| --- | ------------- | ------------- | ------------- | ------------- | ------------- | ------------- | ------------- | ------------- | ------------- |
| 1 | Gaúcho        | 23            | 10            |               |               |               |               |               |               |
| 2 | Três Passos   | 17            | 10            |               |               |               |               |               |               |
| 3 | Passo Fundo   | 17            | 10            |               |               |               |               |               |               |
| 4 | São Luiz      | 9             | 10            |               |               |               |               |               |               |
| 5 | Carazinhense  | 8             | 9             |               |               |               |               |               |               |
| 6 | Nacional      | 7             | 9             |               |               |               |               |               |               |
| PG – Pontos ganhos; J – Jogos; V - Vitórias; E - Empates; D - Derrotas; GP – Gols pró; GC – Gols contra; SG – Saldo de gols |               |               |               |               |               |               |               |               |               |

|  |                                        |
|  | Classificados para as Quartas-de-Final |

### Segunda fase

#### Grupo 1
| Classificação | Classificação | Classificação | Classificação | Classificação | Classificação | Classificação | Classificação | Classificação | Classificação |
| Time | Time          | PG            | J             |               |               |               |               |               |               |
| --- | ------------- | ------------- | ------------- | ------------- | ------------- | ------------- | ------------- | ------------- | ------------- |
| 1 | Juventude     | 11            | 6             |               |               |               |               |               |               |
| 2 | Lajeadense    | 10            | 6             |               |               |               |               |               |               |
| 3 | Caxias        | 6             | 6             |               |               |               |               |               |               |
| 4 | Pelotas       | 6             | 6             |               |               |               |               |               |               |
| PG – Pontos ganhos; J – Jogos; V - Vitórias; E - Empates; D - Derrotas; GP – Gols pró; GC – Gols contra; SG – Saldo de gols |               |               |               |               |               |               |               |               |               |

|  |                                        |
|  | Classificados para as Quartas-de-Final |

#### Grupo 2
| Classificação | Classificação     | Classificação | Classificação | Classificação | Classificação | Classificação | Classificação | Classificação | Classificação |
| Time | Time              | PG            | J             |               |               |               |               |               |               |
| --- | ----------------- | ------------- | ------------- | ------------- | ------------- | ------------- | ------------- | ------------- | ------------- |
| 1 | Novo Hamburgo     | 10            | 6             |               |               |               |               |               |               |
| 2 | Sapiranga         | 10            | 6             |               |               |               |               |               |               |
| 3 | Brasil de Pelotas | 9             | 6             |               |               |               |               |               |               |
| 4 | Passo Fundo       | 6             | 6             |               |               |               |               |               |               |
| PG – Pontos ganhos; J – Jogos; V - Vitórias; E - Empates; D - Derrotas; GP – Gols pró; GC – Gols contra; SG – Saldo de gols |                   |               |               |               |               |               |               |               |               |

|  |                                        |
|  | Classificados para as Quartas-de-Final |

#### Grupo 3
| Classificação | Classificação | Classificação | Classificação | Classificação | Classificação | Classificação | Classificação | Classificação | Classificação |
| Time | Time          | PG            | J             |               |               |               |               |               |               |
| --- | ------------- | ------------- | ------------- | ------------- | ------------- | ------------- | ------------- | ------------- | ------------- |
| 1 | Farroupilha   | 12            | 6             |               |               |               |               |               |               |
| 2 | Três Passos   | 11            | 6             |               |               |               |               |               |               |
| 3 | Esportivo     | 7             | 6             |               |               |               |               |               |               |
| 4 | Internacional | 2             | 6             |               |               |               |               |               |               |
| PG – Pontos ganhos; J – Jogos; V - Vitórias; E - Empates; D - Derrotas; GP – Gols pró; GC – Gols contra; SG – Saldo de gols |               |               |               |               |               |               |               |               |               |

|  |                                        |
|  | Classificados para as Quartas-de-Final |

#### Grupo 4
| Classificação | Classificação | Classificação | Classificação | Classificação | Classificação | Classificação | Classificação | Classificação | Classificação |
| Time | Time          | PG            | J             |               |               |               |               |               |               |
| --- | ------------- | ------------- | ------------- | ------------- | ------------- | ------------- | ------------- | ------------- | ------------- |
| 1 | Ulbra         | 14            | 6             |               |               |               |               |               |               |
| 2 | São Paulo-RS  | 10            | 6             |               |               |               |               |               |               |
| 3 | Gaúcho        | 5             | 6             |               |               |               |               |               |               |
| 4 | Grêmio        | 4             | 6             |               |               |               |               |               |               |
| PG – Pontos ganhos; J – Jogos; V - Vitórias; E - Empates; D - Derrotas; GP – Gols pró; GC – Gols contra; SG – Saldo de gols |               |               |               |               |               |               |               |               |               |

|  |                                        |
|  | Classificados para as Quartas-de-Final |

## Tabela da 2ª fase

### Confrontos
|  | Quartas de final | Quartas de final | Quartas de final | Quartas de final |             |             | Semifinais | Semifinais | Semifinais |  |       | Final | Final | Final |
|  |                  |                  |                  |                  |             |             |            |            |            |  |       |       |       |       |
|  | 1                | São Paulo-RS     | 1                | 0                |             |             |            |            |            |  |       |       |       |       |
|  | 8                | Farroupilha      | 0                | 3                |             |             |            |            |            |  |       |       |       |       |
|  | 8                | Farroupilha      | 0                | 3                |             | Farroupilha | 2          | 1          |            |  |       |       |       |       |
|  |                  |                  |                  |                  |             | Farroupilha | 2          | 1          |            |  |       |       |       |       |
|  |                  | Ulbra¹           | 2                | 1                |             |             |            |            |            |  |       |       |       |       |
|  | 4                | Ulbra¹           | 2                | 1                | Três Passos | 2           | 1          |            |            |  |       |       |       |       |
|  | 4                |                  |                  |                  | Três Passos | 2           | 1          |            |            |  |       |       |       |       |
|  | 5                | Ulbra            | 3                | 4                |             |             |            |            |            |  |       |       |       |       |
|  | 5                | Ulbra            | 3                | 4                |             |             |            |            |            |  | Ulbra | 1     | 1     |       |
|  |                  |                  |                  |                  |             |             |            |            |            |  | Ulbra | 1     | 1     |       |
|  |                  | Novo Hamburgo    | 3                | 1                |             |             |            |            |            |  |       |       |       |       |
|  | 3                | Novo Hamburgo    | 3                | 1                | Lajeadense  | 2           | 1          |            |            |  |       |       |       |       |
|  | 3                |                  |                  |                  | Lajeadense  | 2           | 1          |            |            |  |       |       |       |       |
|  | 6                | Novo Hamburgo    | 3                | 3                |             |             |            |            |            |  |       |       |       |       |
|  | 6                | Novo Hamburgo    | 3                | 3                |             | Juventude   | 1          | 1          |            |  |       |       |       |       |
|  |                  |                  |                  |                  |             | Juventude   | 1          | 1          |            |  |       |       |       |       |
|  |                  | Novo Hamburgo    | 2                | 2                |             |             |            |            |            |  |       |       |       |       |
|  | 2                | Novo Hamburgo    | 2                | 2                | Sapiranga   | 2           | 0          |            |            |  |       |       |       |       |
|  | 2                |                  |                  |                  | Sapiranga   | 2           | 0          |            |            |  |       |       |       |       |
|  | 7                | Juventude        | 2                | 2                |             |             |            |            |            |  |       |       |       |       |
|  | 7                | Juventude        | 2                | 2                |             |             |            |            |            |  |       |       |       |       |

- ¹ a Ulbra passou para as finais devido aos gols marcados fora de casa.

## Campeão
| Copa FGF de 2005        |
| Novo Hamburgo           |
| ----------------------- |
| Novo Hamburgo 1º Título |